# Les Essards (Charente-Maritime)
Pour les articles homonymes, voir Les Essards.
Les Essards sont une commune du Sud-Ouest de la France située dans le département de la Charente-Maritime (région Nouvelle-Aquitaine).
Ses habitants sont appelés les Essartais et les Essartaises.

## Géographie

### Localisation et accès
La commune des Essards se situe dans le centre du département de la Charente-Maritime, en région Nouvelle-Aquitaine, dans l'ancienne province de Saintonge. Appartenant au Midi de la France — on parle plus précisément de « Midi atlantique », au cœur de l'arc atlantique, elle est partie intégrante du Grand Sud-Ouest français, et est parfois également incluse dans un Grand Ouest aux contours plus flous.

### Communes limitrophes
| Saint-Sulpice-d'Arnoult | Saint-Porchaire | Plassay (sur 200 m)       |
|                         | des Essards     | Saint-Georges-des-Coteaux |
| Soulignonne             |                 | Nieul-les-Saintes         |

## Urbanisme

### Typologie
Au 1er janvier 2024, Les Essards est catégorisée commune rurale à habitat dispersé, selon la nouvelle grille communale de densité à 7 niveaux définie par l'Insee en 2022.
Elle est située hors unité urbaine. Par ailleurs la commune fait partie de l'aire d'attraction de Saintes, dont elle est une commune de la couronne,. Cette aire, qui regroupe 62 communes, est catégorisée dans les aires de 50 000 à moins de 200 000 habitants,.

### Occupation des sols
L'occupation des sols de la commune, telle qu'elle ressort de la base de données européenne d’occupation biophysique des sols Corine Land Cover (CLC), est marquée par l'importance des territoires agricoles (84,6 % en 2018), une proportion sensiblement équivalente à celle de 1990 (84,9 %). La répartition détaillée en 2018 est la suivante : 
terres arables (62,2 %), zones agricoles hétérogènes (22,5 %), forêts (15,4 %). L'évolution de l’occupation des sols de la commune et de ses infrastructures peut être observée sur les différentes représentations cartographiques du territoire : la carte de Cassini (XVIIIe siècle), la carte d'état-major (1820-1866) et les cartes ou photos aériennes de l'IGN pour la période actuelle (1950 à aujourd'hui).

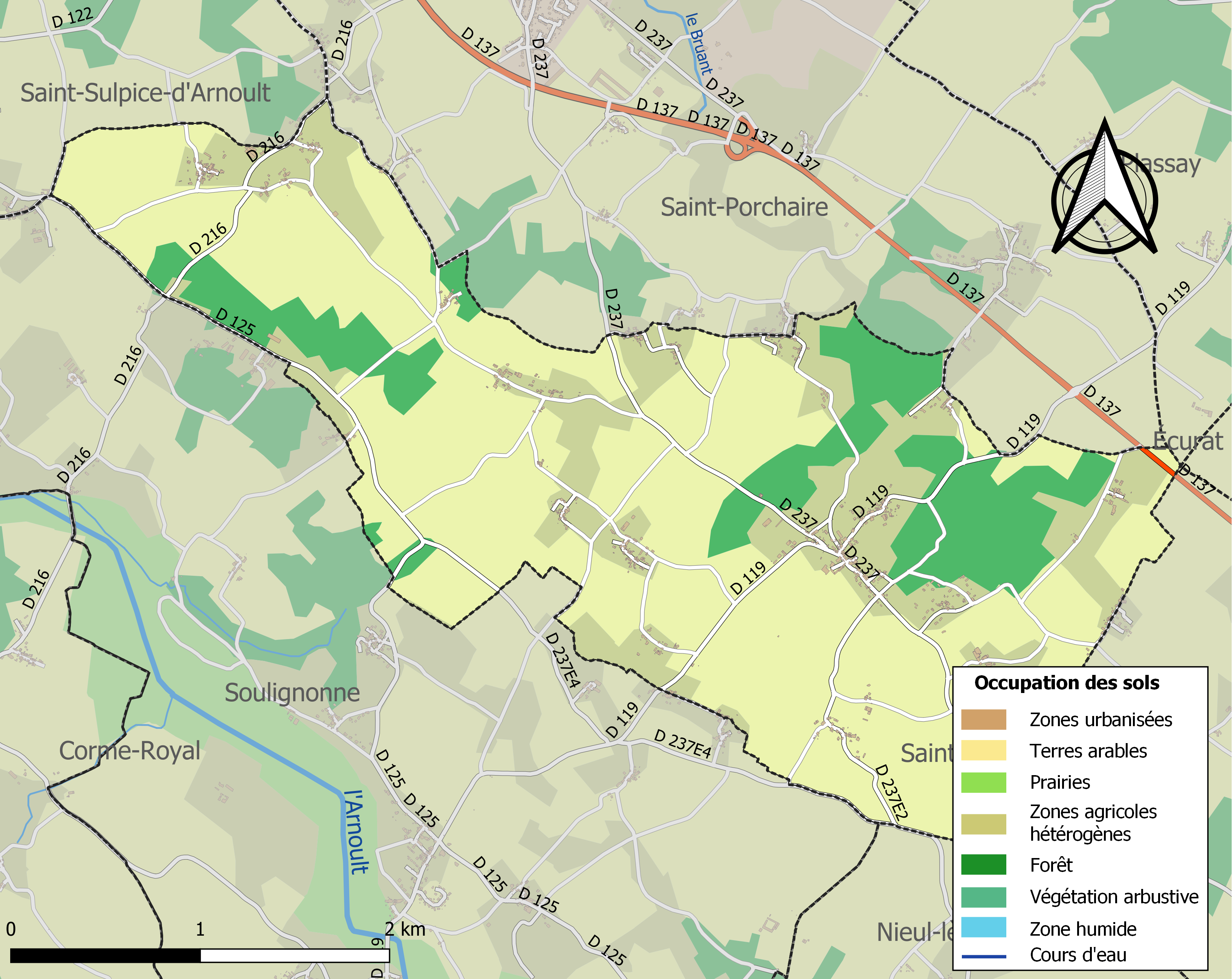
Carte des infrastructures et de l'occupation des sols de la commune en 2018 (CLC).

### Risques majeurs
Le territoire de la commune des Essards est vulnérable à différents aléas naturels : météorologiques (tempête, orage, neige, grand froid, canicule ou sécheresse), inondations, mouvements de terrains et séisme (sismicité faible). Il est également exposé à un risque technologique,  le transport de matières dangereuses. Un site publié par le BRGM permet d'évaluer simplement et rapidement les risques d'un bien localisé soit par son adresse soit par le numéro de sa parcelle.

#### Risques naturels
Certaines parties du territoire communal sont susceptibles d’être affectées par le risque d’inondation par débordement de cours d'eau. La commune a été reconnue en état de catastrophe naturelle au titre des dommages causés par les inondations et coulées de boue survenues en 1982, 1999 et 2010,.

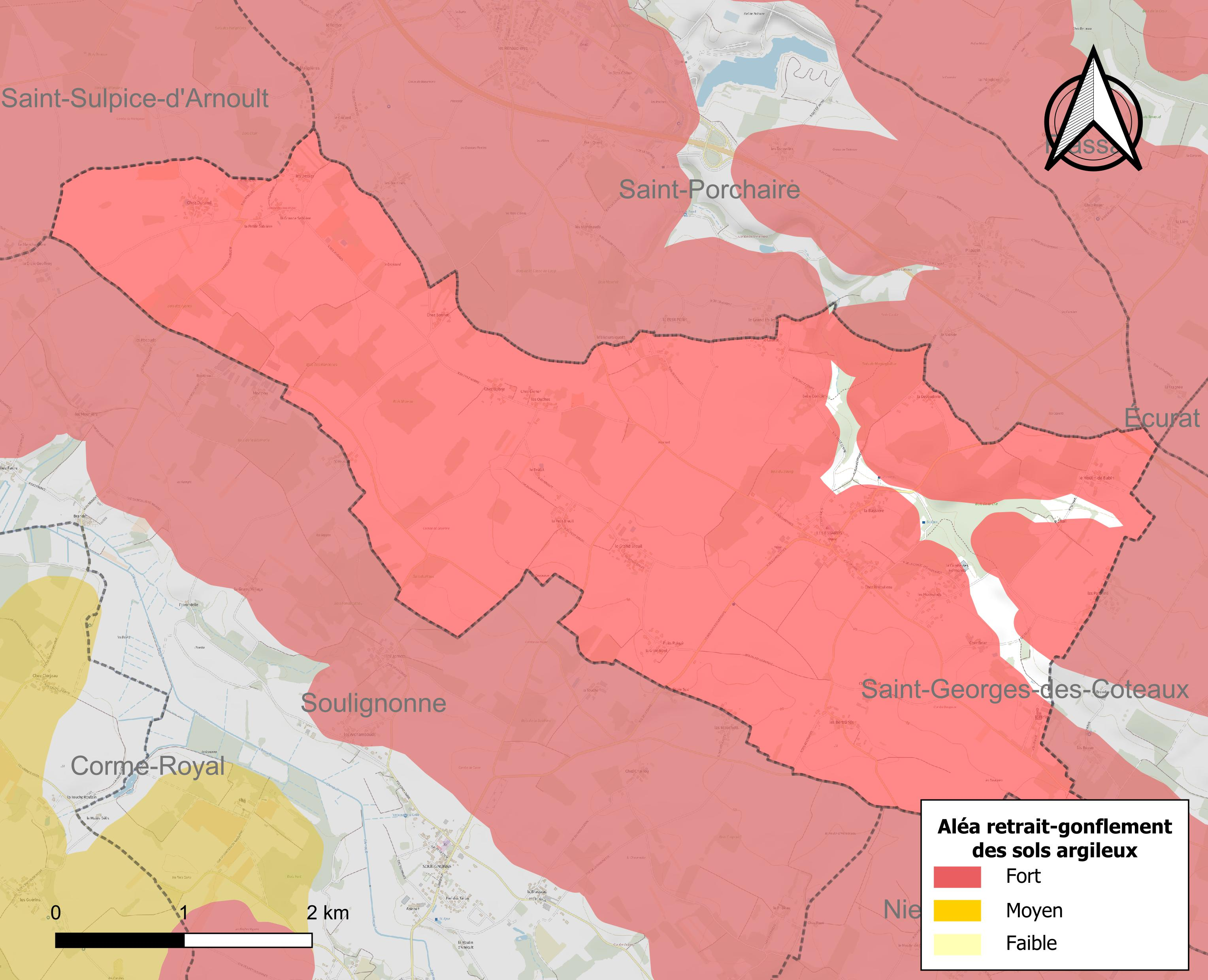
Carte des zones d'aléa retrait-gonflement des sols argileux des Essards.

Les mouvements de terrains susceptibles de se produire sur la commune sont des tassements différentiels.
Le retrait-gonflement des sols argileux est susceptible d'engendrer des dommages importants aux bâtiments en cas d’alternance de périodes de sécheresse et de pluie. 96,1 % de la superficie communale est en aléa moyen ou fort (54,2 % au niveau départemental et 48,5 % au niveau national). Sur les 335 bâtiments dénombrés sur la commune en 2019,  334 sont en aléa moyen ou fort, soit 100 %, à comparer aux 57 % au niveau départemental et 54 % au niveau national. Une cartographie de l'exposition du territoire national au retrait gonflement des sols argileux est disponible sur le site du BRGM,.
Par ailleurs, afin de mieux appréhender le risque d’affaissement de terrain, l'inventaire national des cavités souterraines permet de localiser celles situées sur la commune.
Concernant les mouvements de terrains, la commune a été reconnue en état de catastrophe naturelle au titre des dommages causés par la sécheresse en 1989, 2003, 2005 et 2009 et par des mouvements de terrain en 1999 et 2010.

#### Risques technologiques
Le risque de transport de matières dangereuses sur la commune est lié à sa traversée par une ou des infrastructures routières ou ferroviaires importantes ou la présence d'une canalisation de transport d'hydrocarbures. Un accident se produisant sur de telles infrastructures est susceptible d’avoir des effets graves sur les biens, les personnes ou l'environnement, selon la nature du matériau transporté. Des dispositions d’urbanisme peuvent être préconisées en conséquence.

## Toponymie
L'origine du nom des Essards remonte au bas latin exsarta qui signifie « les terres défrichées ».

## Histoire
La commune des Essards était vraisemblablement couverte par la forêt du Baconnais jusqu'au XIe siècle. Cette forêt a été défrichée (essartée) et une paroisse du nom d'Essartis, mentionnée dès l'année 1121, fut fondée,.

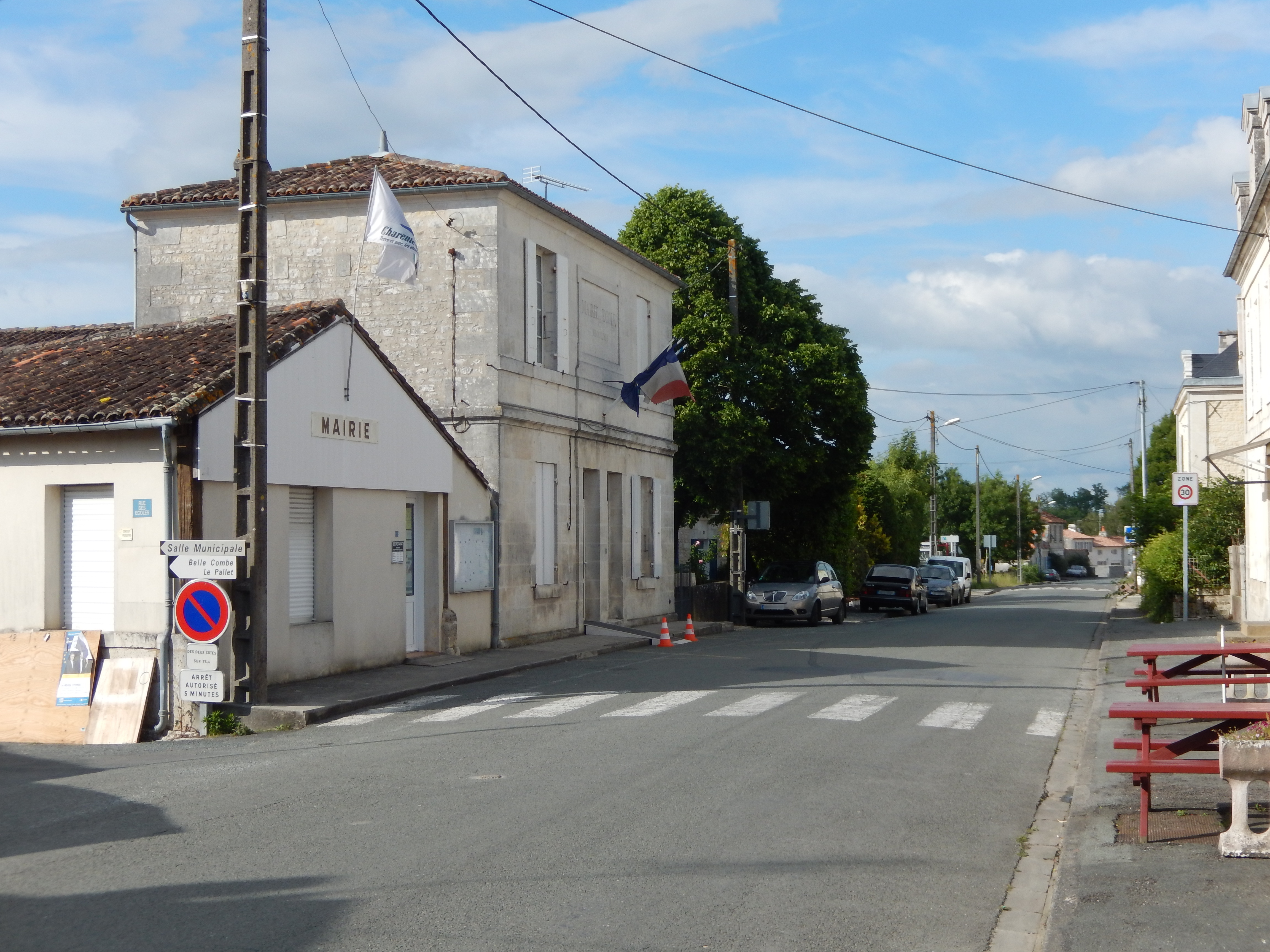
La mairie des Essards, à gauche sur l'image.

## Administration

### Liste des maires
| Période                                  | Période  | Identité         | Étiquette | Qualité  |
| ---------------------------------------- | -------- | ---------------- | --------- | -------- |
| Les données manquantes sont à compléter. |          |                  |           |          |
| 1983                                     | 2014     | Christian Bureau |           |          |
| 2014                                     | En cours | Patrick Vidal    |           | Retraité |

### Région
À la suite de la réforme administrative de 2014 ramenant le nombre de régions de France métropolitaine de 22 à 13, la commune appartient depuis le 1er janvier 2016 à la région Nouvelle-Aquitaine, dont la capitale est Bordeaux. De 1972 au 31 décembre 2015, elle a appartenu à la région Poitou-Charentes, dont le chef-lieu était Poitiers.

## Démographie

### Évolution démographique
L'évolution du nombre d'habitants est connue à travers les recensements de la population effectués dans la commune depuis 1793. Pour les communes de moins de 10 000 habitants, une enquête de recensement portant sur toute la population est réalisée tous les cinq ans, les populations de référence des années intermédiaires étant quant à elles estimées par interpolation ou extrapolation. Pour la commune, le premier recensement exhaustif entrant dans le cadre du nouveau dispositif a été réalisé en 2007.

En 2022, la commune comptait 733 habitants, en évolution de +4,12 % par rapport à 2016 (Charente-Maritime : +4,04 %, France hors Mayotte : +2,11 %).
| 1793 | 1800 | 1806 | 1821 | 1831 | 1836 | 1841 | 1846 | 1851 |
| ---- | ---- | ---- | ---- | ---- | ---- | ---- | ---- | ---- |
| 555  | 504  | 709  | 673  | 713  | 686  | 683  | 701  | 722  |

| 1856 | 1861 | 1866 | 1872 | 1876 | 1881 | 1886 | 1891 | 1896 |
| ---- | ---- | ---- | ---- | ---- | ---- | ---- | ---- | ---- |
| 727  | 718  | 671  | 655  | 677  | 675  | 683  | 643  | 620  |

| 1901 | 1906 | 1911 | 1921 | 1926 | 1931 | 1936 | 1946 | 1954 |
| ---- | ---- | ---- | ---- | ---- | ---- | ---- | ---- | ---- |
| 604  | 605  | 575  | 468  | 509  | 460  | 471  | 439  | 488  |

| 1962 | 1968 | 1975 | 1982 | 1990 | 1999 | 2006 | 2007 | 2012 |
| ---- | ---- | ---- | ---- | ---- | ---- | ---- | ---- | ---- |
| 463  | 430  | 390  | 412  | 445  | 484  | 555  | 565  | 681  |

| 2017 | 2022 | - | - | - | - | - | - | - |
| ---- | ---- | - | - | - | - | - | - | - |
| 698  | 733  | - | - | - | - | - | - | - |

## Lieux et monuments
- L'église Saint-Nicolas, de style roman, construite sur un plan en forme de croix latine au XIIe siècle. Entre les XIVe et XVe siècles, trois chapelles ont été ajoutées à la construction initiale. Le chevet de l'église est, quant à lui, éclairé par une fenêtre de style gothique[23]. En outre, le plafond de l'église est orné d'un écusson en bois datant du XVIIIe siècle[18].
- Un puits situé à proximité de l'emplacement de la gare des Essards. Il alimentait en eau les locomotives qui parcouraient la ligne ferroviaire de Saintes à Marennes, en service de 1903 à 1936[23].
- Une croix en pierre, située au sud du bourg.
- La cloche de l’église, La cloche actuelle a été fondue en 1828 à Saintes par THIBAUD ainé et PEIGNEY et pèse 850 kg. Son nom est ROSE ANGELIQUE DES ESSARDS. A noter que le clocher carré de petite dimension a remplacé le clocher primitif. Il a été construit sur le côté sud de la nef à l’extérieur de celle-ci et il ne peut contenir qu’une seule cloche. L’intérieur de cette tour est occupé par un escalier à vis qui conduit au campanile. Aussi, pour le passage de la corde servant à manœuvrer la cloche, un trou a dû être percé dans les arches. On peut imaginer le remplacement fréquent de la corde qui devait s’user rapidement par frottement. Autre inconvénient de ce clocher : il a fallu monter la cloche de 850 kg par cet escalier.

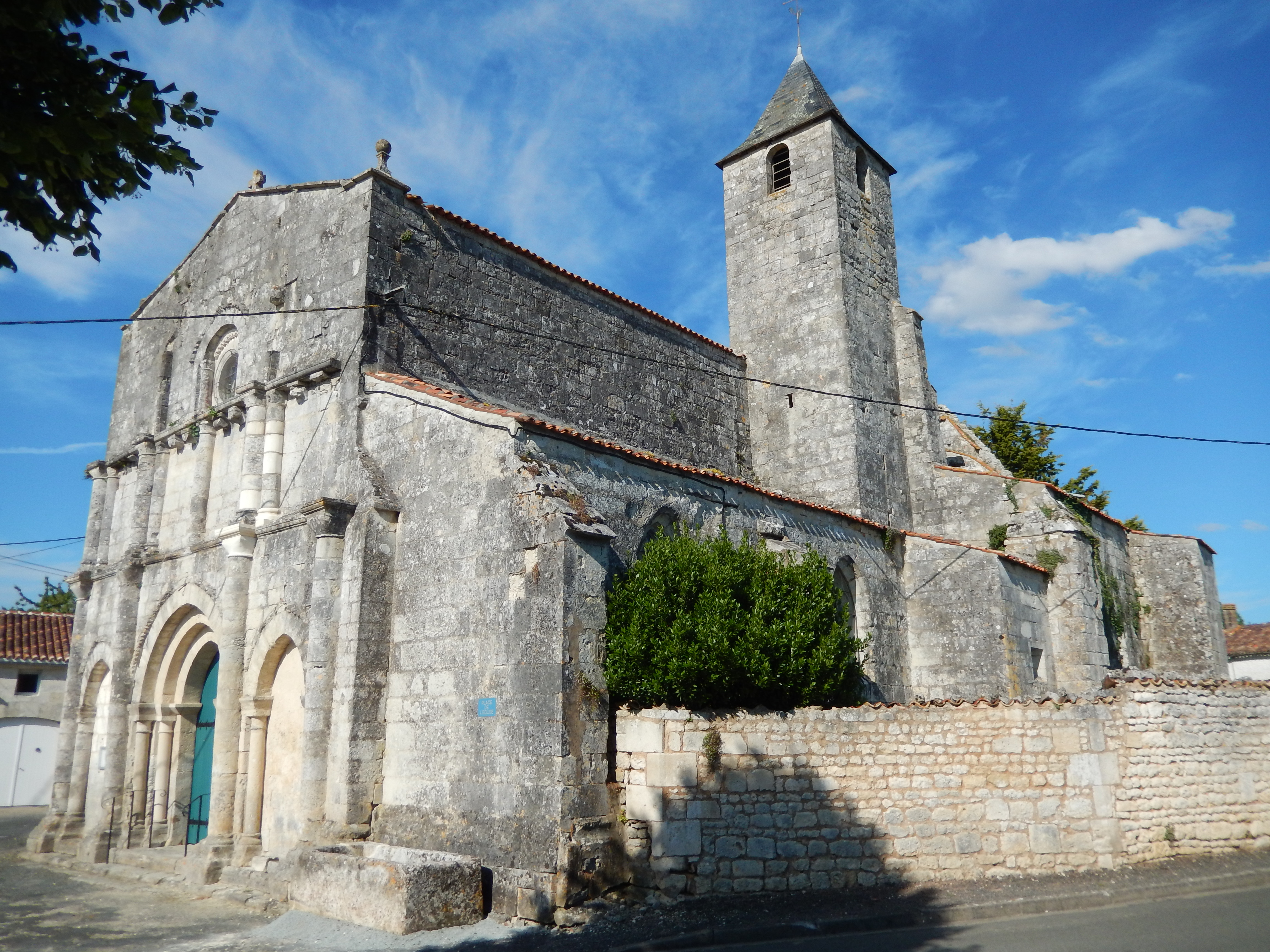
L'église Saint-Nicolas.
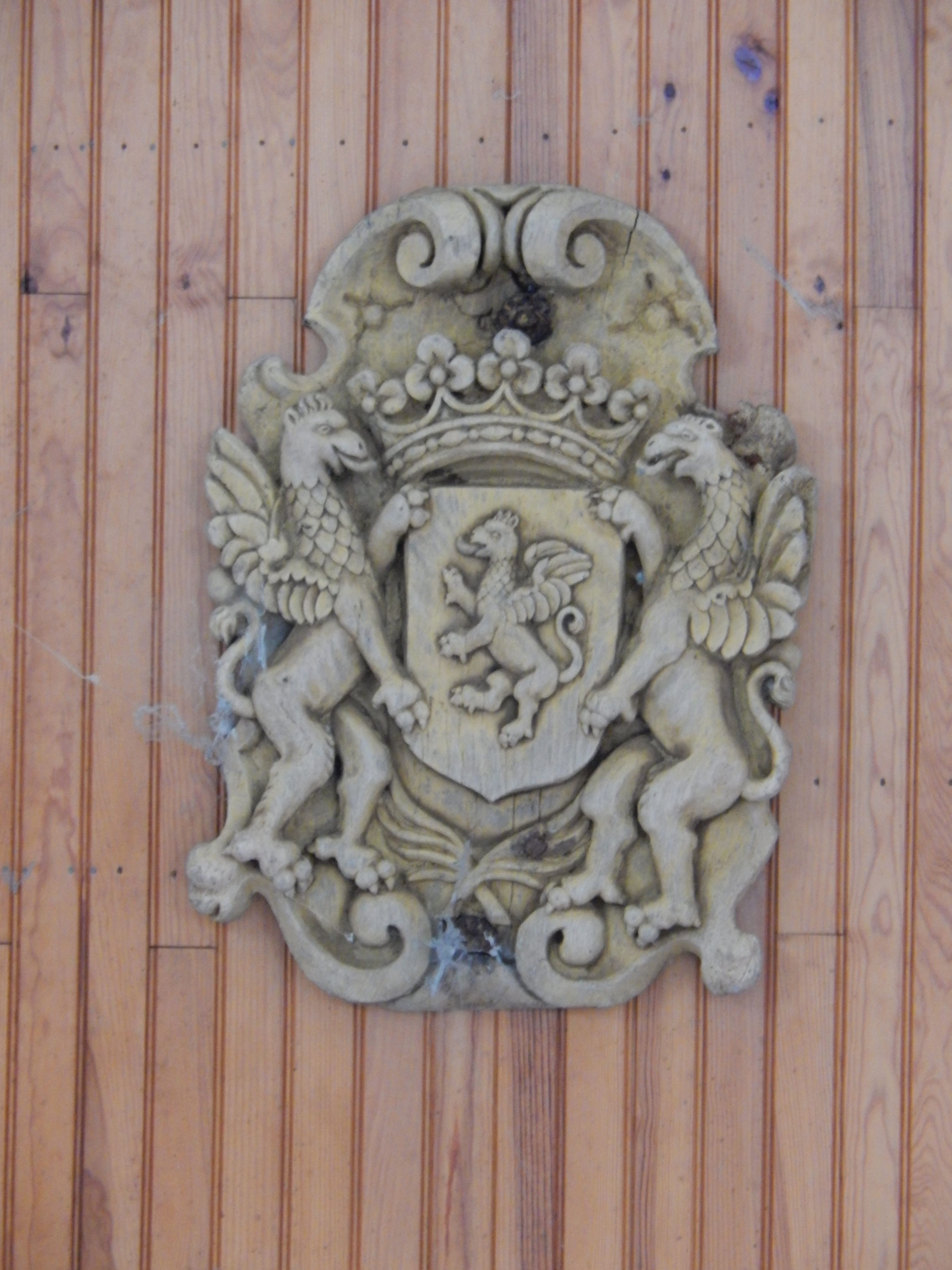
L'écusson situé dans l'église.
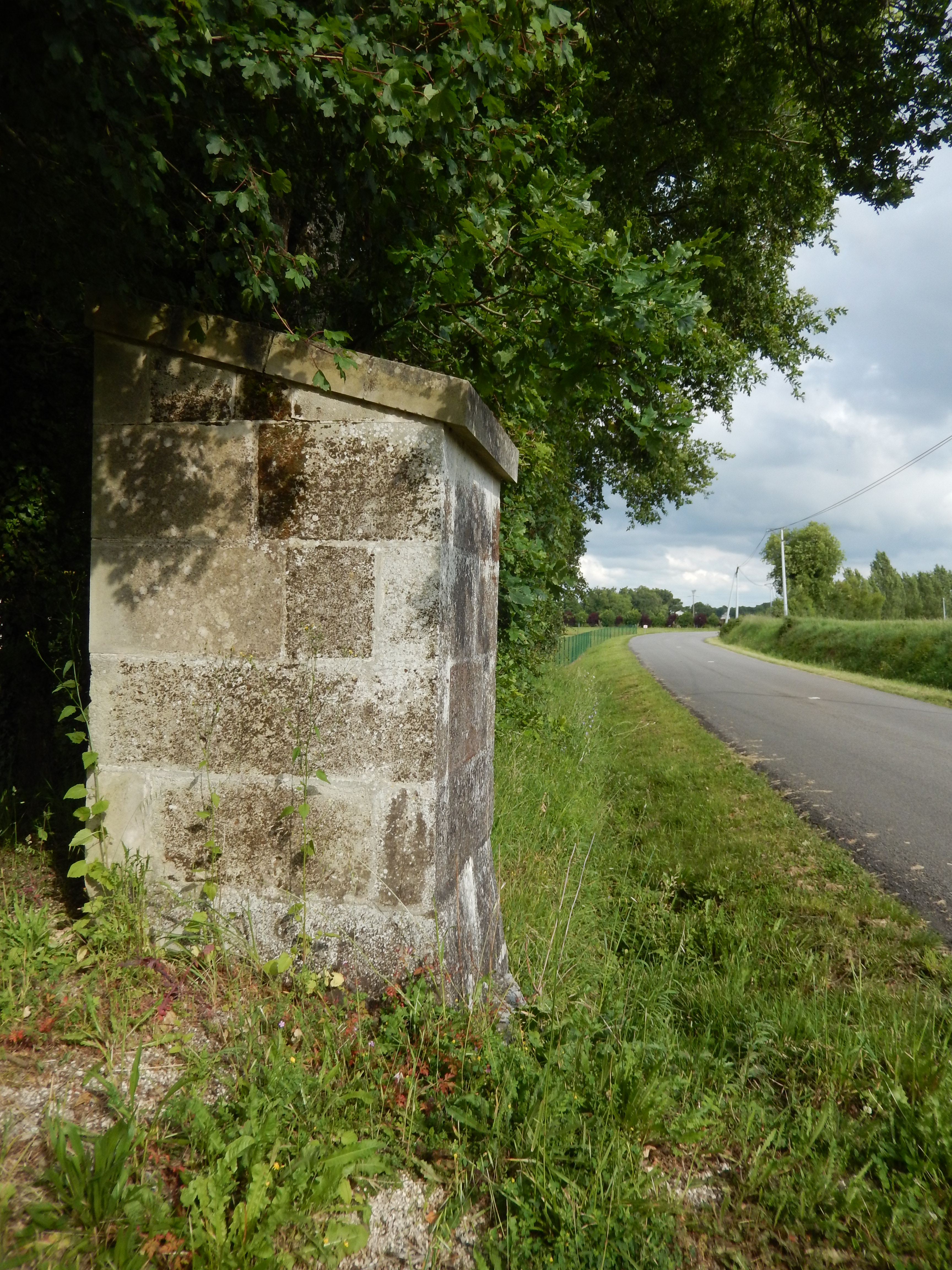
La borne à eau de l'ancienne gare.
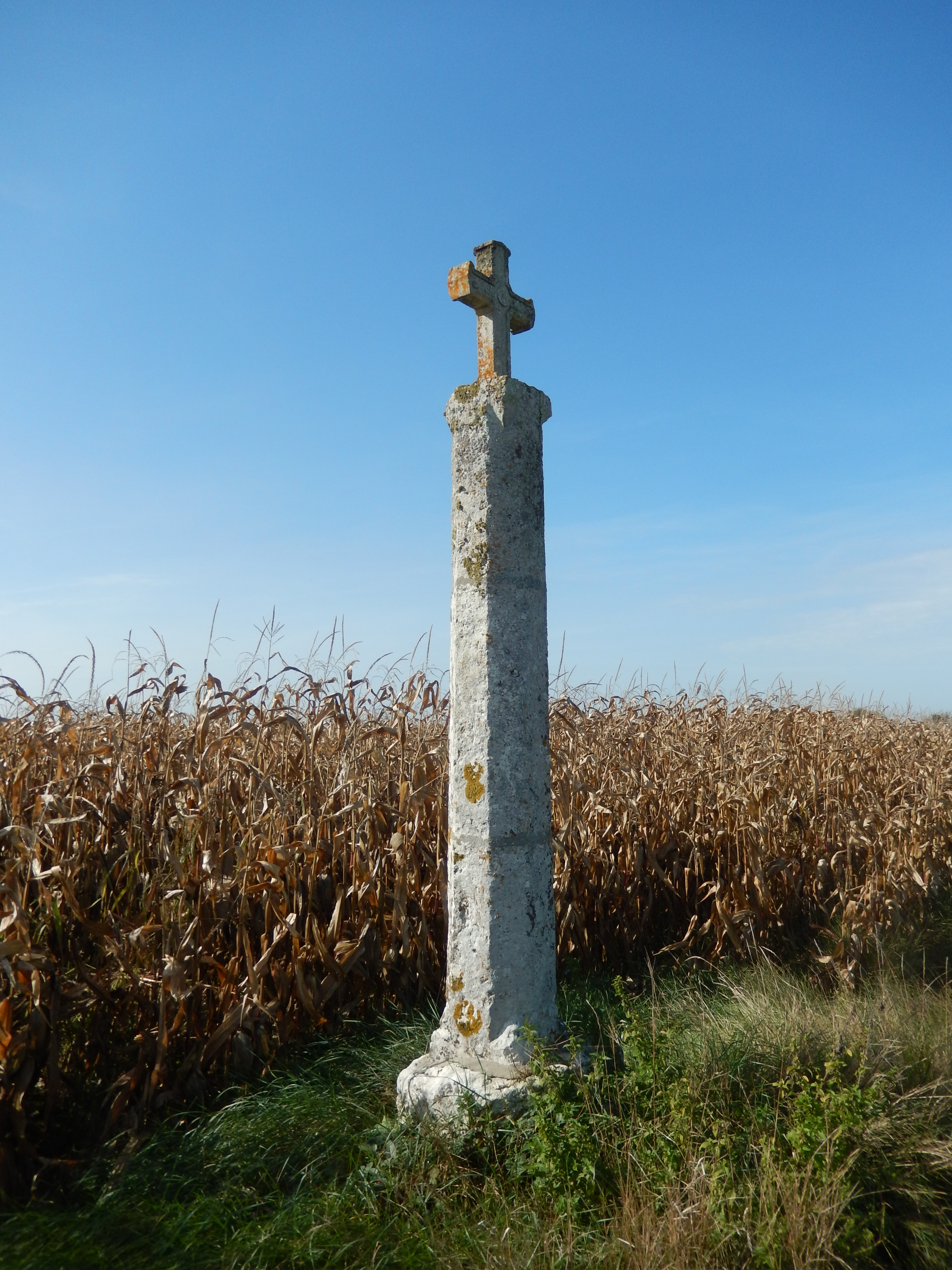
La croix en pierre.
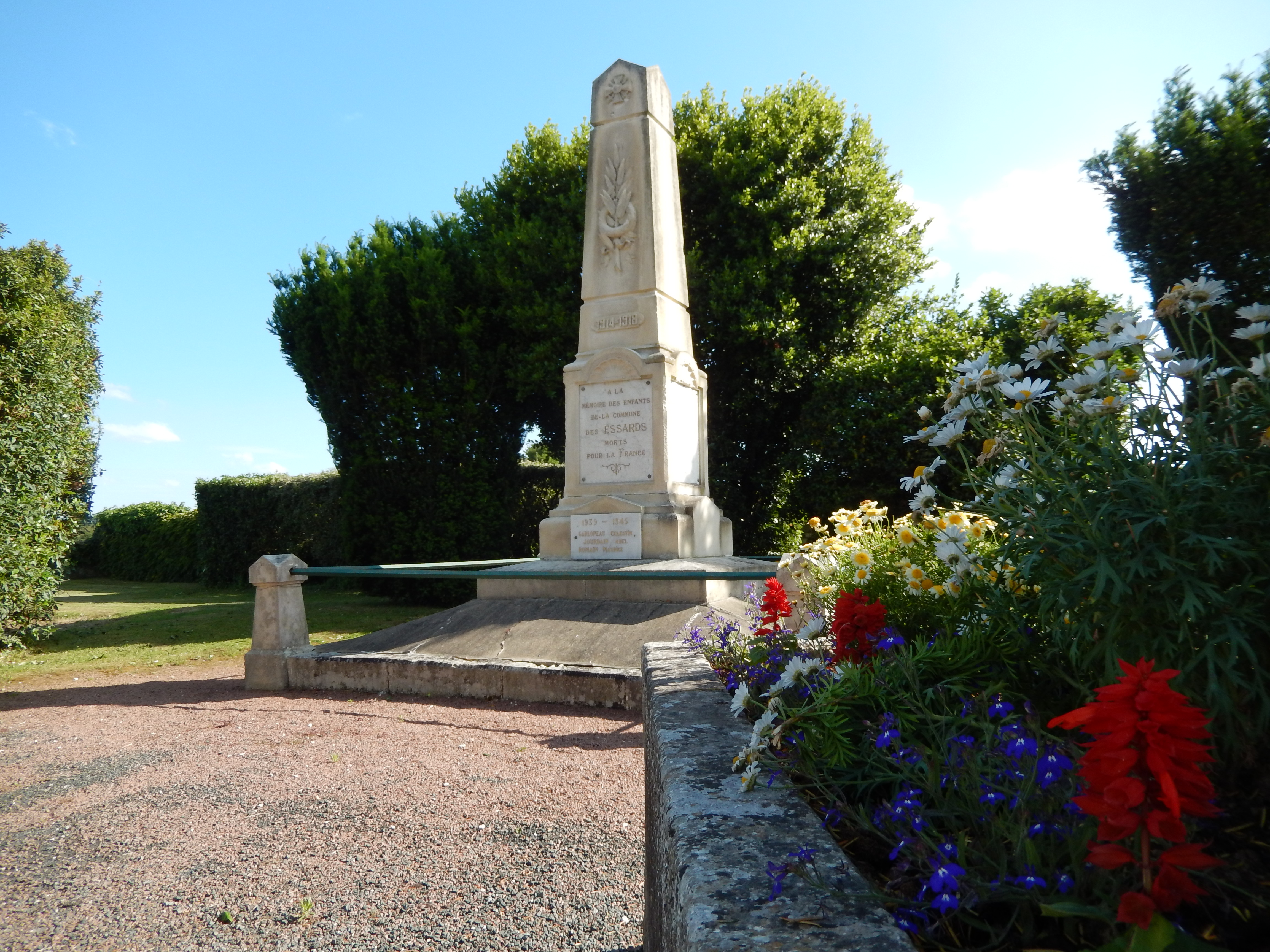
Le monument aux morts de la commune.

## Personnalités liées à la commune
André Baudrit, l'historien, est né aux Essards le 18 octobre 1896, où son père, Anatole Baudrit, exerçait la charge de notaire.